# Bartosz Hondowski
Bartosz Hondowski (ur. 25 lutego 1980) – polski koszykarz występujący na pozycjach rzucającego obrońcy lub niskiego skrzydłowego, dwukrotny mistrz Polski ze Śląskiem Wrocław.

## Osiągnięcia
Drużynowe
- Mistrz Polski (1998, 1999)